# Ladislav Fuks
Ladislav Fuks (Praga, 24 settembre 1923 – 19 agosto 1994) è stato uno scrittore ceco.

## Biografia
Esordì nel 1963 con Il signor Theodor Mundstock, seguito nel 1967 dal grottesco romanzo Il bruciacadaveri e da I topi di Nathalie Mooshabrová (1970).
L'attrazione per il grottesco e il fantascientifico si attenuò nelle ultime opere, tra cui La duchessa e la cuoca (1985).

## Opere tradotte in italiano
- 1972 Una buffa triste vecchina , Milano, Garzanti, trad. di Serena Vitale
- 1972 Il bruciacadaveri, Torino, Einaudi, trad. di Ela Ripellino; poi 2019, Il Bruciacadaveri, Torino, Miraggi, trad. di Alessandro De Vito
- 1997 Il signor Theodor Mundstock, Torino, Einaudi,  trad. di Francesco Brignole